# Casa Rectoral (Granollers)
La Casa Rectoral és una obra noucentista de Granollers (Vallès Oriental) protegida com a Bé Cultural d'Interès Local.

## Descripció
Edifici aïllat de planta sensiblement rectangular, consta de planta baixa, pis i golfa amb coberta de teula àrab a dues vessants acabada amb ràfec perimetral de teula, amb capcer oriental a llevant, façanesplanes arrebossades. En la façana nord hi ha la portalada d'entrada de pedra amb arc de mig punt, al costat de l'entrada hi ha una fornícula, també hi destaquen tres finestres de proporció vertical de grans dimensions emmarcades amb brancals i llinda plana de pedra.